# Joyce Manor
Joyce Manor je americká rocková skupina z Torrance v Kalifornii. Kapela byla založena v roce 2008 kytaristou a zpěvákem Barry Johnsonem a kytaristou Chase Knobbem. Ti se seznámili na internetu díky své oblíbené kapele Blink-182. Název Joyce Manor vymyslel Johnson podle apartmá, ve kterém se nacházel, když dostal nabídku hrát na koncertě svého známého.

## Historie
V roce 2012 kapela vystoupila v Praze ve strahovském klubu 007 v rámci společného dvoutýdenního evropského turné s Apologies, I Have None.

## Diskografie

### Studiová alba
| Album                                | Rok  | Vydavatelství                         |
| ------------------------------------ | ---- | ------------------------------------- |
| Joyce Manor                          | 2011 | 6131 Records                          |
| Of All Things I Will Soon Grow Tired | 2012 | Asian Man Records, Big Scary Monsters |
| Never Hungover Again                 | 2014 | Epitaph Records                       |
| Cody                                 | 2016 | Epitaph Records                       |
| Million Dollars to Kill Me           | 2018 | Epitaph Records                       |
| 40 oz. to Fresno                     | 2022 | Epitaph Records                       |